# Luís Antônio Guedes
Dom Luís Antonio Guedes (Mogi Mirim, 25 de novembro de 1945) é bispo católico brasileiro.

## Biografia
Natural de Mogi-Mirim, nasceu em 25 de novembro de 1945. Filho de Cinezio Guedes e Maria Carechio Guedes viveu sua infância e adolescência em sua cidade natal. Foi batizado na Paróquia São José, Mogi-Morim, dois meses após seu nascimento e recebeu sua primeira Eucaristia na mesma paróquia, em 8 de dezembro de 1954, com 9 anos.
Ingressou no Seminário da Imaculada Conceição, da Arquidiocese de Campinas. Sendo seminarista da Arquidiocese de Campinas, fez os estudos filosóficos no Instituto Estigmatino de Campinas e os de Teologia na FaculdadeNossa Senhora da Assunção, na Pontifícia Universidade Católica de São Paulo.
Foi ordenado diácono no dia 12 de março de 1972, em Mogi-Mirim, e recebeu o grau sacerdotal pela imposição das mãos de Dom Antônio Maria Alves de Siqueira, Arcebispo Metropolitano de Campinas.

## Nomeação
Foi nomeado bispo-auxiliar da Arquidiocese de Campinas em 29 de janeiro de 1997 e simultaneamente foi eleito Bispo titular de Maturba. Sua ordenação ocorreu em 9 de março de 1997, na catedral Metropolitana de Campinas, por Dom Gilberto Pereira Lopes, Arcebispo Metropolitano.
Como bispo-auxiliar de Campinas continuou, por mais dois anos, na função de Coordenador Geral da Pastoral. Exerce o cargo de vigário-geral da Arquidiocese e de animador da pastoral na Região Episcopal Campinas. Foi o secretário geral do 14° Congresso Eucarístico Nacional, coordenando todos seus trabalhos de preparação e de realização.
Foi nomeado bispo da Diocese de Bauru em 24 de outubro de 2001 pelo então papa João Paulo II e assumiu o cargo em 23 de dezembro do mesmo ano na presença de mais de mil fiéis na Catedral do Divino Espírito Santo, sede da Diocese de Bauru.
Em 31 de julho de 2008 foi nomeado bispo da  Diocese de Campo Limpo pelo então  Papa Bento XVI e em 27 de setembro do mesmo ano tomou posse canonicamente,com a presença de cerca de 5000 mil fiéis que lotaram o interior da Catedral Sagrada Família e muitas pessoas ficaram do lado de fora acompanhando por telões. Em 14 de setembro de 2022, pediu renúncia, que foi acolhida pelo Papa Francisco.
Seu lema episcopal é: "Scio cui credidi" - "Sei em quem acreditei" (2 Tm 1,12)

### Atividades
- Pároco da Paróquia de Nossa Senhora da Candelária, em Indaiatuba, da Paróquia de Santa Luzia, em Campinas, de Sant'Ana, em Sumaré;
- Administrador Paroquial de Nossa Senhora da Pompéia, em Campinas, de São Cristóvão, em Valinhos e de Cristo Rei, em Campinas;
- Reitor do Seminário de Filosofia (1976/1980) e de Teologia (1984/1989).
- Participou em várias comissões pastorais na Arquidiocese e no Regional Sul 1 da CNBB.
- Foi membro, secretário e coordenador do conselho de presbíteros. Integrou o Colégio de Consultores da Arquidiocese.
- Pároco da Paróquia de Santa Cruz, em Campinas, durante oito anos de onde saiu para assumir a Coordenação Geral da Pastoral da Arquidiocese.

### Atividades no Episcopado
- Bispo Auxiliar da Arquidiocese de Campinas (1997 - 2001)
- Bispo titular da Diocese de Bauru (2001 - 2008).
- Bispo da Diocese de Campo Limpo (2008 -2022)